# 三次元ボンバーマン
『三次元ボンバーマン』（さんじげんボンバーマン）は、1984年にハドソンからX1とMSX用に開発されたアクションゲーム。『3Dボンバーマン(3-D BOMBER MAN)』の名称でFM-7、PC-6001、PC-8001mkII用も発売された。

## 概要
ボンバーマンシリーズの原型といえる『爆弾男』の系譜の作品で、3D迷路を使用している。一人称視点で3D迷路で進みながら敵を倒すのが特徴で、右上に表示される地図で現在地を確認する。この地図には主人公とザコキャラが表示され、ソフトブロックは表示されない。
主人公は『爆弾男』と同様に作業服を着た人間である。敵は『爆弾男』同様ふうせんおばけのみで、表情は悪く、緑色の風船になっている。また、イラストやタイトル画面、地図上では風船型だが、3D迷路に登場するふうせんおばけは四角い形である。

## 評価
ライターの佐々木潤はAkiba PC Hotlineに寄せた記事の中で、本作のゲームスピードが『爆弾男』よりも若干遅いため、慣れると簡単にクリアできる点を指摘し、「マニュアルにあるようなスリルを感じられるのは初心者のうちだけなので、そこが少々惜しいところではありますが。」と述べている。
また、佐々木は8ビットパソコンで3Dアクションゲームを実現しようとするハドソンの努力を評価する一方、『爆弾男』よりも爽快感が薄いことや、ハドソンが本作以外に作品を多数発表していたために、あまり話題にならなかったのではないかともみている。